# Carlos Olalla
Carlos Olalla (Barcellona, 12 dicembre 1957) è un attore e scrittore spagnolo, noto per aver interpretato il ruolo di Jaime Alday Roncero nella soap Una vita (Acacias 38).

## Biografia
Carlos Olalla è nato il 12 dicembre 1957 a Barcellona (Spagna), e oltre alla recitazione si occupa anche di teatro e di scrittura.

## Carriera
Carlos Olalla all'età di diciotto anni ha iniziato a lavorare nel mondo degli affari e dopo che si è laureato presso l'University College of Financial Studies di Madrid, ha sviluppato la sua carriera professionale vivendo in diverse città della Spagna e all'estero. È stato anche direttore regionale di una banca estera in Catalogna e di una delle principali imprese di costruzioni nazionali nell'area della Catalogna e delle Isole Baleari ed ha anche lavorato per diversi anni come consulente indipendente. Ha iniziato a scrivere romanzi per sfogarsi, così nel 1992 ha pubblicato il primo romanzo intitolato The Wisdom of Silence. Dopo essere rimasto disoccupato, è stato chiamato a dare una risposta gestuale a Christian Bale, che era andato a Barcellona per girare il film L'uomo senza sonno (The Machinist). Successivamente si è iscritto presso lo studio di formazione per attori Nancy Tuñón e Jordi Olivé, in cui ha studiato per un periodo di tre anni.

## Filmografia

### Attore

#### Cinema
- El próximo oriente, regia di Fernando Colomo (2006)
- Yo soy la Juani, regia di Bigas Luna (2006)
- Lo mejor de mí, regia di Roser Aguilar (2007)
- Fuori menù (Fuera de carta), regia di Nacho G. Velilla (2008)
- Proyecto Dos, regia di Guillermo Fernández Groizard (2008)
- El patio de mi cárcel, regia di Belén Macías (2008)
- No me pidas que te bese porque te besaré, regia di Albert Espinosa (2008)
- Valérie - Diario di una ninfomane (Diario de una ninfómana), regia di Christian Molina (2008)
- 25 kilates, regia di Patxi Amezcua (2008)
- Hombre cero, regia di Carles Schenner (2008)
- [Rec]², regia di Jaume Balagueró e Paco Plaza (2009)
- El cónsul de Sodoma, regia di Sigfrid Monleón (2009)
- La vida empieza hoy, regia di Laura Mañá (2010)
- Magic Journey to Africa, regia di Jordi Llompart (2010)
- Tres metros sobre el cielo, regia di Fernando González Molina (2010)
- Amigos..., regia di Marcos Cabotá e Borja Manso (2011)
- Unit 7, regia di Alberto Rodríguez Librero (2012)
- Due uomini, quattro donne e una mucca depressa (Como estrellas fugaces), regia di Anna Di Francisca (2012)
- Pixel Theory, regia di Alberto Carpintero, Mar Delgado, Esaú Dharma, David Galán Galindo, Pepe Macías, Juan José Ramírez Mascaró e Pablo Vara (2013)
- Marsella, regia di Belén Macías (2014)
- Lasa y Zabala, regia di Pablo Malo (2014)
- Transeúntes, regia di Luis Aller (2015)
- Sicarivs: La noche y el silencio, regia di Javier Muñoz (2015)
- A cambio de nada, regia di Daniel Guzmán (2015)
- B, regia di David Ilundain (2015)
- The Promise, regia di Terry George (2016)
- Los golpes de la vida, regia di Andrés Fernández (2017)
- Las leyes de la termodinámica, regia di Mateo Gil (2018)
- Caged, regia di Nicholas Winter (2018)
- El mundo es suyo, regia di Alfonso Sánchez (2018)
- Onyx: Kings of the Grail, regia di Roberto Girault (2018)
- Alegría, tristeza, regia di Ibon Cormenzana (2018)
- Jesús de Nazaret, regia di Rafa Lara (2019)
- Bruno Manser - Die Stimme des Regenwaldes, regia di Niklaus Hilber (2019)
- Polvo, regia di José María Yazpik (2019)
- Invisibles, regia di Gracia Querejeta (2020)
- Ballo Ballo, regia di Nacho Álvarez (2020)
- El mundo es vuestro, regia di Alfonso Sánchez (2022)
- Sin ti no puedo, regia di Chus Gutiérrez (2022)
- Canallas, regia di Daniel Guzmán (2022)
- Nato 0, regia di Gonzalo Crespo Gil (2022)
- Olvido, regia di Inés París (2022)
- Hereje, regia di Ignacio Oliva (2022)

#### Televisione
- Mai storie d'amore in cucina, regia di Giorgio Capitani e Fabio Jephcott – film TV (2004)
- Estocolm, regia di Orestes Lara – film TV (2004)
- Perfecta pell, regia di Lydia Zimmermann – film TV (2005)
- Llibre de família, regia di Ricard Figueras – film TV (2005)
- Los hombres de Paco – serie TV, 1 episodio (2005)
- El año que trafiqué con mujeres, regia di Jesús Font – film TV (2005)
- Amare per sempre (Amar en tiempos revueltos) – soap opera, 29 episodi (2005-2006)
- El comisario – serie TV, 1 episodio (2006)
- Àngels i Sants – serie TV, 7 episodi (2006)
- Los simuladores – serie TV, 1 episodio (2006)
- Aquí no hay quien viva – serie TV, 2 episodi (2006)
- Divinos – serie TV, 1 episodio (2006)
- Ellas y el sexo débil – serie TV, 2 episodi (2006)
- Amistades peligrosas – serie TV, 22 episodi (2006)
- Cuéntame cómo pasó – serie TV, 2 episodi (2006, 2014)
- MIR – serie TV, 3 episodi (2007)
- Génesis, en la mente del asesino – serie TV, 1 episodio (2007)
- Los Serrano – serie TV, 1 episodio (2007)
- Círculo rojo – serie TV, 3 episodi (2007)
- La via Augusta – serie TV, 1 episodio (2007)
- Trenhotel, regia di Lluís Maria Güell – film TV (2007)
- Herederos – serie TV, 1 episodio (2007)
- Jo, el desconegut, regia di Joan Mallarach – film TV (2007)
- Cuestión de sexo – serie TV, 1 episodio (2007)
- El síndrome de Ulises – serie TV, 1 episodio (2007)
- Porca misèria – serie TV, 1 episodio (2007)
- Las manos del pianista, regia di Sergio G. Sánchez – film TV (2008)
- Fuera de lugar – serie TV, 1 episodio (2008)
- Sin tetas no hay paraíso – serie TV, 1 episodio (2008)
- 700 euros – serie TV, 3 episodi (2008)
- Fisica o chimica (Física o Química) – serie TV, 1 episodio (2008)
- Guante blanco – serie TV, 2 episodi (2008)
- Violetes, regia di Rafa Montesinos – film TV (2008)
- El internado – serie TV, 3 episodi (2008)
- Mi gemela es hija única – serie TV, 3 episodi (2008)
- Hablan, kantan, mienten – serie TV, 3 episodi (2008-2009)
- Águila Roja – serie TV, 1 episodio (2009)
- Wendy placa 20957, regia di Mireia Ros – film TV (2009)
- Yo soy Bea – soap opera, 4 episodi (2009)
- Un golpe de suerte – serie TV, 5 episodi (2009)
- Hospital Central – serie TV, 2 episodi (2009)
- De repente, los Gómez – serie TV, 2 episodi (2009)
- Los sentidos de la muerte – miniserie TV, 1 episodio (2010)
- Scene da un matrimonio (Escenas de matrimonio) – serie TV, 1 episodio (2010)
- El pacto – miniserie TV, 2 episodi (2010)
- Adolfo Suárez – miniserie TV, 2 episodi (2010)
- Acusados – serie TV, 2 episodi (2010)
- La duquesa – miniserie TV, 2 episodi (2010)
- Alakrana – miniserie TV, 2 episodi (2010)
- Las chicas de oro – serie TV, 1 episodio (2010)
- La Riera – serie TV, 2 episodi (2010-2011)
- Operación Malaya, regia di Manuel Huerga – film TV (2011)
- Los protegidos – serie TV, 1 episodio (2011)
- Clara Campoamor - La donna dimenticata (Clara Campoamor. La mujer olvidada), regia di Laura Mañá – film TV (2011)
- La duquesa II – miniserie TV, 1 episodio (2011)
- Gran Reserva – serie TV, 1 episodio (2011)
- El asesinato de Carrero Blanco – miniserie TV, 1 episodio (2011)
- Homicidios – serie TV, 1 episodio (2011)
- Cheers – serie TV, 1 episodio (2011)
- 14 d'abril. Macià contra Companys, regia di Manuel Huerga – film TV (2011)
- Il segreto (El secreto de Puente Viejo) – soap opera, 1 episodio (2012)
- Historias robadas – miniserie TV, 2 episodi (2012)
- Frágiles – serie TV, 1 episodio (2012)
- La que se avecina – serie TV, 1 episodio (2012)
- Rescatando a Sara – miniserie TV, 2 episodi (2012)
- Concepción Arenal, la visitadora de cárceles, regia di Laura Mañá – film TV (2012)
- El quinto sello – serie TV (2013)
- Con el culo al aire – serie TV, 1 episodio (2013)
- Il tempo del coraggio e dell'amore (El tiempo entre costuras) – serie TV, 2 episodi (2013-2014)
- El Faro – serie TV, 133 episodi (2013-2015)
- De Juan Carlos a Felipe, regia di Ismael Morillo – film TV (2014)
- Víctor Ros – serie TV, 1 episodio (2014)
- Velvet – serie TV, 1 episodio (2014)
- Hermanos – serie TV, 1 episodio (2014)
- El Rey – miniserie TV, 2 episodi (2014)
- Il Principe - Un amore impossibile (El Príncipe) – serie TV, 1 episodio (2016)
- L'ambasciata (La embajada) – serie TV, 4 episodi (2016)
- La sonata del silencio – serie TV, 2 episodi (2016)
- Quello che nascondono i tuoi occhi (Lo que escondían sus ojos) – miniserie TV, 1 episodio (2016)
- Apaches – serie TV, 4 episodi (2015, 2017)
- Centro médico – serie TV, 4 episodi (2016-2017)
- Sé quién eres – serie TV, 1 episodio (2017)
- Juana de Vega. Vizcondesa do Arado – serie TV, 2 episodi (2017)
- La zona – serie TV, 2 episodi (2017)
- Traición – serie TV, 2 episodi (2017)
- El Continental – serie TV, 3 episodi (2018)
- Una vita (Acacias 38) – soap opera, 175 episodi (2018)
- La otra mirada – serie TV, 11 episodi (2018-2019)
- Maiorca Crime (The Mallorca Files) – serie TV, 5 episodi (2019, 2021)
- La fossa – serie TV, 4 episodi (2020)
- Élite – serie TV, 1 episodio (2020)
- La Unidad – serie TV, 1 episodio (2020)
- Rauhantekijä – serie TV, 7 episodi (2020)
- Ana Tramel. El juego – serie TV, 3 episodi (2021)
- Storie per non dormire (Historias para no dormir) – serie TV, 1 episodio (2022)

#### Cortometraggi
- Gusa-nito. La leyenda del gran Ying-Yang, regia di Marc Gil (2005)
- El ascensor de su vida, regia di Marc Jardí (2005)
- La búsqueda, regia di Brendan Choisnet (2006)
- Abuelitos, regia di Paco Caballero (2007)
- Jingle Bells, regia di David Casademunt (2007)
- Señora Soto, regia di Hans Emanuel (2008)
- Reverso oscuro, regia di Jordi Valls Freixa (2008)
- La autoridad competente, regia di Pedro Saldaña (2008)
- La Lona, regia di Jaime Serrano (2010)
- Bmw, regia di Pol González (2010)
- El disfraz del cielo, regia di Javier Marco (2011)
- Velada presencia, regia di Dani Morell e Javier J. Valencia (2011)
- Ojos que no ven, regia di Natalia Mateo (2012)
- Mudanzas, regia di Silvia González Laá (2012)
- Love Is Like a Cigarette, regia di Ana Paoli (2012)
- Welcome to Life 3.0, regia di Alejandro Marcos (2013)
- Vocabulario, regia di Sam Baixauli (2013)
- El visitante, regia di Carlos Moriana (2014)
- Padres e Hijos, regia di Carlos Moriana (2015)
- Velatorio, regia di Mariana Achim (2016)
- Yellow Cab 267, regia di Patricia Venti (2016)
- Una familia de verdad, regia di Israel Medrano Perez (2017)
- Distintos, regia di Josevi García Herrero (2017)
- 5 °C, regia di Diego Saniz (2017)
- A plena luz del día, regia di Isra Calzado López (2018)
- Click, regia di Luis Reneo (2020)
- Luna, regia di Daniel M. Caneiro (2021)
- Alba, regia di Javier Balaguer (2021)
- Solo, regia di Alberto Gross (2022)

### Doppiatore

#### Cinema
- Luis Cernuda, el habitante del olvido, regia di Adolfo Dufour (2022)

## Teatro
- Vía muerta
- Demencia
- Ira
- Nit de noses
- Caidos del cielo
- 27 vagones
- Cuento de Navidad
- La puta respetuosa (2012)
- Yetepo (2013)

## Opere
- Carlos Olala, The Wisdom of Silence, 1992.
- Carlos Olala, La sabiduria del silencio, Ediciones libertarias, 1993, ISBN 84-7683-234-6.
- Carlos Olala, Hijos del viento (pequeña colección de poemas a Lara), Huerga y Fierro Editores, 1999, ISBN 84-8374-093-1.
- Carlos Olala, La taberna de los sueños, Huerga y Fierro Editores, 2002, ISBN 84-8374-316-7.
- Carlos Olala, Carmen Amaya, el mar me enseñó a bailar, Almendra Music, 2003, ISBN 84-923884-6-3.
- Carlos Olala e María del Mar Bonet, Quadern de viatge, Universidad Popular José Hierro, 2004, ISBN 84-95710-21-8.
- Carlos Olala, Tempo, Smashwords, 2014.
- Carlos Olala, El aroma de la luna, Huerga y Fierro Editores, 2017.

## Doppiatori italiani
Nelle versioni in italiano dei suoi film e delle sue serie TV, Carlos Olalla è stato doppiato da:
- Stefano Albertini[15] in Una vita[16]
- Paolo Marchese[17] in Maiorca Crime[18]